# Holcocera annectella
Holcocera annectella é uma espécie de mariposa do gênero Holcocera pertencente à família Coleophoridae.